# Táj Arles közelében
A Táj Arles közelében Paul Gauguin festménye, amely az Indianapolis Museum of Art gyűjteményének része.

## Keletkezése
Paul Gauguin 1888 őszén, a Pont-Avenben töltött termékeny nyár után érkezett Arles-ba, Vincent van Gogh-hoz, hogy együtt alkossanak. A Táj Arles közelében az első festmény, amelyet az ott töltött két hónap alatt készített.
Gauguin elsősorban a formákra és a kompozíció szerkezetére koncentrált. A vidéki táj mint tárgy és a savas színek (a vörös és a citromsárga közötti árnyalatok) van Gogh hatását mutatja, de a kép összességében inkább Paul Cezanne befolyására utal. A szénakazal és az épületek gondos elhelyezése Cezanne-nak a geometriai formák iránti érdeklődésére emlékeztet.
A kép számos alkalommal cserélt gazdát a 20. században, először francia, majd német tulajdonosai voltak, aztán 1927-ben átkerült Londonba, Ernest Duveen kapitány gyűjteményébe. A festményt a második világháború alatt Julian Bobbs amerikai gyűjtő vette meg, aki 1944 februárjában az indianapolisi John Herron Art Institute-nak ajándékozta.